# Amt Westhofen (Westfalen)
Das Amt Westhofen war ein Amt im Kreis Iserlohn in Nordrhein-Westfalen. Im Rahmen der nordrhein-westfälischen Gebietsreform wurde das Amt zum 1. Januar 1975 aufgelöst.

## Geschichte
In der Franzosenzeit wurde im Kanton Hörde des Großherzogtums Berg die Mairie (Bürgermeisterei) Schwerte eingerichtet. Nachdem das Gebiet der früheren Grafschaft Mark 1815 wieder an Preußen gefallen war, bestand die Mairie Schwerte als preußische Bürgermeisterei im 1817 gegründeten Kreis Dortmund fort.
Nachdem die Stadt Schwerte 1837 die preußische „Revidierte Städteordnung von 1831“ erhalten hatte, wurde die Bürgermeisterei in die Stadt Schwerte und die Landbürgermeisterei Schwerte aufgeteilt.
Im Rahmen der Einführung der Landgemeindeordnung für die Provinz Westfalen wurde 1843 im Kreis Dortmund aus der Landbürgermeisterei Schwerte das Amt Westhofen gebildet. Die Stadt Schwerte blieb amtsfrei. Dem Amt gehörten acht Gemeinden an:
- Garenfeld
- Geisecke
- Holzen
- Lichtendorf
- Syburg
- Villigst
- Wandhofen
- Westhofen (Titularstadt)

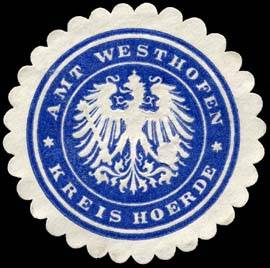
Siegelmarke Amt Westhofen

Seit dem 1. April 1887 gehörte das Amt Westhofen zum neuen Kreis Hörde. Durch das Gesetz über die kommunale Neugliederung des rheinisch-westfälischen Industriegebiets wurde der Kreis Hörde zum 1. August 1929 aufgelöst und das Amt Westhofen dem Kreis Iserlohn zugeteilt. Die Gemeinde Syburg wurde in die kreisfreie Stadt Dortmund eingegliedert.
Das Amt Westhofen wurde zum 1. Januar 1975 durch das Ruhrgebiet-Gesetz aufgelöst. Gleichzeitig verloren sämtliche Gemeinden des Amtes ihre Eigenständigkeit:
- Garenfeld wurde in die Stadt Hagen eingegliedert.
- Geisecke, Villigst und Wandhofen wurden Teil der Stadt Schwerte.
- Holzen und Lichtendorf wurden bis auf einige Flurstücke, die zu Schwerte kamen, in die Stadt Dortmund eingegliedert.
- Westhofen wurde bis auf einige Flurstücke, die zu Dortmund kamen, Teil der Stadt Schwerte.

Schwerte gehört seit 1975 zum Kreis Unna.

### Wappen
| Wappen des früheren Amtes Westhofen (Westfalen), Kreis Iserlohn | Blasonierung: „In Gold (Gelb) ein in drei Reihen in Rot und Silber (Weiß) geschachter erniedrigter Balken; im Schildhaupt ein rotbewehrter schwarzer Adler.“                                                                                                |
| Wappen des früheren Amtes Westhofen (Westfalen), Kreis Iserlohn | Wappenbegründung: Das Wappen wurde 7. März 1936 vom Oberpräsidenten der Provinz Westfalen genehmigt. Der Adler entstammt dem Wappen der Stadt Westhofen (Westf.); der Schachbalken steht für die Grafschaft Mark, frühere Landesherren über das Amtsgebiet. |

## Einwohnerentwicklung
| Jahr | Einwohner | Quelle |
| ---- | --------- | ------ |
| 1859 | 4.154     | [ 5 ]  |
| 1871 | 4.683     | [ 6 ]  |
| 1885 | 5.292     | [ 7 ]  |
| 1910 | 8.208     | [ 8 ]  |
| 1933 | 8.802     | [ 9 ]  |
| 1939 | 9.702     | [ 9 ]  |
| 1950 | 13.355    | [ 10 ] |
| 1961 | 16.512    | [ 11 ] |
| 1970 | 21.362    | [ 11 ] |

## Amtmänner
- Friedrich von der Heyden-Rynsch